# Lucynów (powiat wyszkowski)
Lucynów (daw. Lucynów Mały) – wieś w Polsce położona w województwie mazowieckim, w powiecie wyszkowskim, w gminie Wyszków. Ma status sołectwa.
| SIMC    | Nazwa    | Rodzaj    |
| ------- | -------- | --------- |
| 0523152 | Marcówka | część wsi |

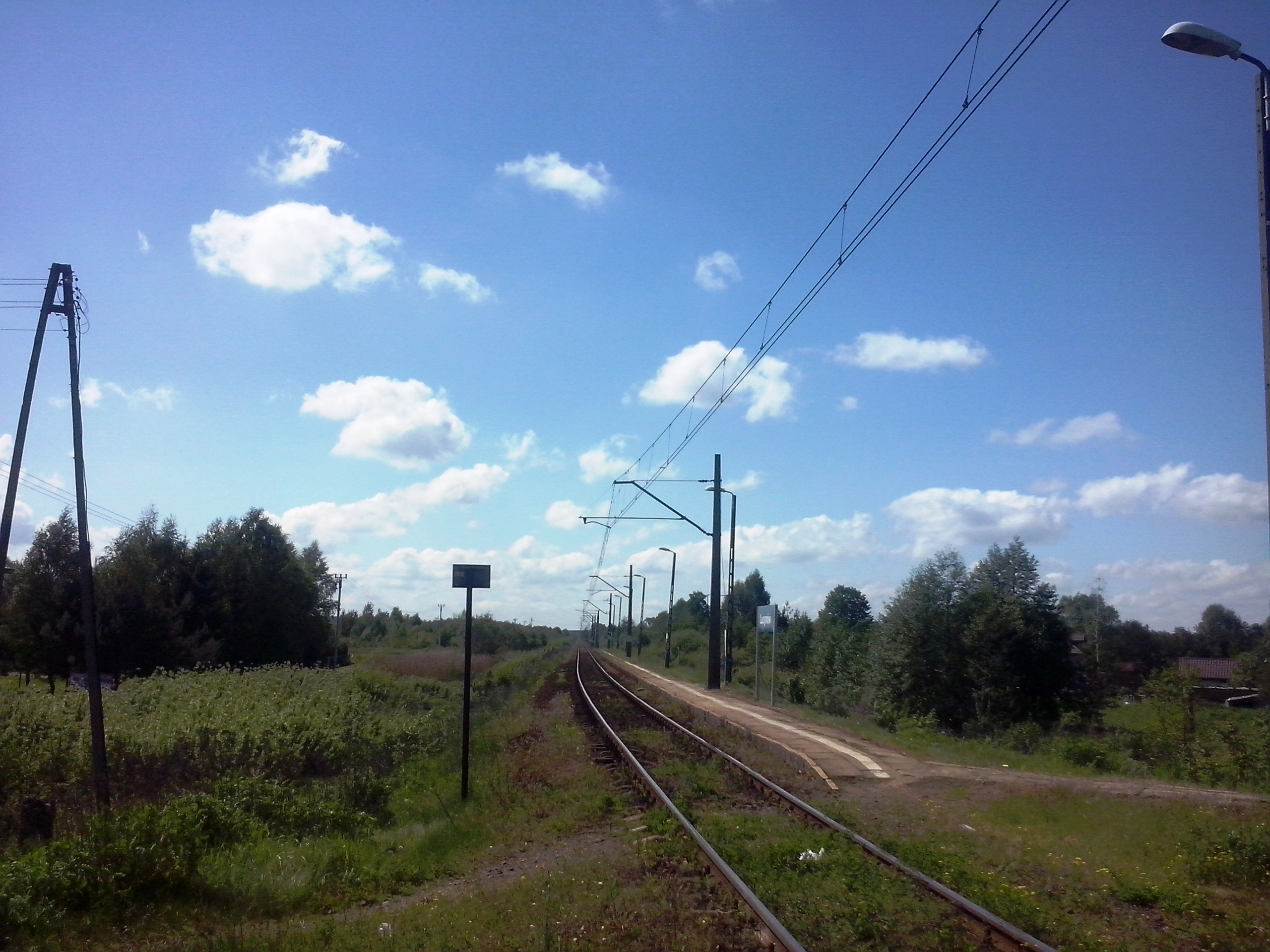
Przystanek Lucynów

Przez miejscowość przebiega droga E67 oraz linia kolejowa nr 29 Tłuszcz – Ostrołęka z przystankiem Lucynów.
W latach 1975–1998 miejscowość należała administracyjnie do województwa ostrołęckiego.
Wierni Kościoła rzymskokatolickiego należą do parafii św. Antoniego w Lucynowie Dużym.